# Sabaria haematopis
Sabaria haematopis là một loài bướm đêm trong họ Geometridae.